# Pyrococcus furiosus
Pyrococcus furiosus este o bacterie hipertermofilă (care poate trăi la temperaturi înalte, de peste 100°C) de tip Archaea.
Se poate găsi în apele supraîncălzite ale oceanelor, în jurul orificiilor de ventilație geotermale.
Unicitatea acesteia constă în faptul că poate transforma dioxidul de carbon din atmosferă în biocombustibil.